# The Mole
The Mole (englisch für Der Maulwurf) ist ein Reality-Spielshow-Fernsehformat, das erstmals 1998 in Belgien mit dem Titel De Mol ausgestrahlt wurde. Bisher wurde die Show an Fernsehsender in mehr als 50 Ländern lizenziert.

## Konzept
Die Teilnehmer der Show müssen in verschiedenen körperlichen und geistigen Aufgaben versuchen, möglichst viel Geld für den Jackpot zu erspielen. Dieser wird im Finale an den Gewinner ausgezahlt. Einer von ihnen ist jedoch „The Mole“ („Der Maulwurf“) und versucht die Aufgaben zu sabotieren. Dabei wird er von den Produzenten vor der Produktion ausgewählt und unterstützt. Der Maulwurf muss vorsichtig sein, um nicht von den anderen Teilnehmern erkannt zu werden. Denn die anderen Teilnehmer müssen herausfinden, wer der Maulwurf ist. Am Ende jeder Folge müssen die Teilnehmer Fragen bezüglich des Maulwurfs beantworten. Je mehr sie über ihn wissen, desto größer ist die Chance ins Finale zu kommen und damit den Jackpot zu gewinnen. Deshalb scheidet am Ende jeder Folge der Teilnehmer aus, der im Test am schlechtesten abschneidet.
Des Weiteren gibt es auch Versionen mit Prominenten und Kindern.

## Internationale Versionen
Inzwischen wurden weltweit mehr als 15 verschiedene „The Mole“-Versionen mit insgesamt mehr als 60 Staffeln ausgestrahlt. Aktuell werden drei nationale Versionen produziert und ausgestrahlt, wobei in zwei Versionen Prominente als Teilnehmer fungieren.
Legende:
| Land                   | Titel                                 | Sender                                            | Ziele | Staffel, Jahr: Gewinner – Maulwurf | Moderation |
| ---------------------- | ------------------------------------- | ------------------------------------------------- | --- | --- | --- |
| Australien             | The Mole                              | Seven Network                                     | Tasmanien (Australien) Victoria (Australien) Gold Coast (Australien) Neukaledonien Neuseeland Australien | Staffel 1, 2000: Jan Moody – Alan Mason Staffel 2, 2001: Brooke Marshall – Michael Laffy Staffel 3, 2002: Crystal-Rose Cluff – Alaina Taylor Staffel 4, 2003: Shaun Faulkner – Petrina Edge Staffel 5, 2005: Liz Cantor – John Whitehall Staffel 6, 2013: Hillal Kara-Ali – Erin Dooley | Grant Bowler (2000–2003) Tom Williams (2005) Shura Taft (2013) |
| Belgien                | De Mol                                | TV1 (1998–2000, 2003) VIER (seit 2016)            | Frankreich Spanien Italien Argentinien Südafrika Mexiko Vietnam Griechenland Deutschland Kanarische Inseln (Spanien) Arizona (USA) Sizilien (Italien) | Staffel 1, 1998/1999: Hugo De Bie – Magda Ral Staffel 2, 2000: Marianne Dupon – Hugo Daemen Staffel 3, 2003: Stijn Vandaele – Marc Simons Staffel 4, 2016: Cathy van der Ha – Gilles van Bouwel Staffel 5, 2017: Davey Van Rode – Eline Michiels Staffel 6, 2018: Lloyd Vermeulen – Pieter Delanoy Staffel 7, 2019: Axel Pailler – Elisabet Haesevoets Staffel 8, 2020: Jolien Derck – Alina Churikova Staffel 9, 2021: Annelotte De Brandt – Lennart Driesen Staffel 10, 2022: Sven Pede – (Philippe Minguet) Uma Vandemaele Staffel 11, 2023: Lancelot De Deurwaerder – Comfort Achuo Staffel 12, 2024: Bernard Balcaen – Senne van der Zweep | Michiel Devlieger (1998–2000, 2003) Gilles De Coster (seit 2016) |
| Bulgarien              | Kartizata (Къртицата)                 | TV7                                               | | Staffel 1, 2013: Lyubomir Zhechev – Kiril Evremov Staffel 2, 2014: Georgi Stoyanov – (Emil Rusev) Emil Kamenov | Ivan Hristov Andrey Arnaudov |
| Deutschland            | Der Maulwurf – Die Abenteuershow      | ProSieben                                         | Frankreich Kanarische Inseln | Staffel 1, 2000: Edeltraud – Sabine Staffel 2, 2001: Sven – Jens | Michael Stich (2000) Steven Gätjen (2001) |
| Deutschland            | The Mole – Wem kannst du trauen?      | Sat.1                                             | Argentinien | Staffel 1, 2020: Martin Borgmeier – Colleen Schneider | The BossHoss |
| Finnland               | Myyrä                                 | MTV3                                              | Mexiko Lettland Portugal Estland | Staffel 1, 2019: Olli Oksa – Tuija Pohjola Staffel 2, 2021: Aino Sirje – Pyhimys Staffel 3, 2022: Olli Herman – Pete Lattu Staffel 4, 2024: Tomas Grekov – Ina Mikkola | Roope Salminen |
| Frankreich             | Qui est la taupe ?                    | M6 (in Belgien: RTL TVI)                          | Südafrika | Staffel 1, 2015: Morad Hamimid – Muriel Vilarem | Stéphane Rotenberg |
| Israel                 | Ha-Chafarperet (מי החפרפרת)           | Arutz 2                                           | Israel | Staffel 1, 2001: keine Angaben | Itai Anghel |
| Italien                | La talpa (Promiversion)               | Rai 2 (2004) Italia 1 (2005–2008) Canale 5 (2024) | Yucatan (Mexiko) Kenia Südafrika Provinz Viterbo (Italien) | Staffel 1, 2004: Angela Melillo – Marco Predolin Staffel 2, 2005: Gianni Sperti – Paolo Vallesi Staffel 3, 2008: Karina Cascella – Franco Trentalance Staffel 4, 2024: Alessandro Egger – Lucilla Agosti | Hauptmoderation Amanda Lear (2004, nur erste Folge) Paola Perego (2004–2008) Diletta Leotta (2024) Co-Moderation Guido Bagatta (2004) Stefano Bettarini (2005) Paola Barale (2008) |
| Neuseeland             | The Mole                              | TV2                                               | | Staffel 1, 2000: keine Angaben | Mark Ferguson |
| Niederlande            | Wie is de Mol?                        | NPO 1                                             | Australien Schottland Portugal Kanada Oman | Staffel 1, 1999/2000: Petra Knoth – Deborah Coutinho Staffel 2, 2001: Sigrid Kalk – Nico Plat Staffel 3, 2002: John Guntlisbergen – George Langenberg Staffel 4, 2003: Ron van Vliet – Elise de Ruiter Streaming, 2024: Emma – Nyree | Angela Groothuizen (1999–2003) Hila Noorzai (2024) |
| Niederlande            | Wie is de Mol? (Promiversion)         | NPO 2 (2005–2006) NPO 1 (seit 2007)               | Australien / Indonesien Argentinien Thailand Mexiko Nordirland / Jordanien Japan El Salvador / Nicaragua Island / Spanien Südafrika Hong Kong / Philippinen Sri Lanka Dominikanische Republik Oregon (USA) Georgien Kolumbien Henan (China) Toskana (Italien) Tschechien Albanien Südafrika Mexiko Kambodscha | Staffel 5, 2005: Marc-Marie Huijbregts – Yvon Jasper Staffel 6, 2006: Frédérique Huydts – Milouska Meulens Staffel 7, 2007: Paul Rabbering – Inge Ipenburg Staffel 8, 2008: Edo Brunner – Dennis Weening Staffel 9, 2009: Viviënne van den Assem – Jon van Eerd Staffel 10, 2010: Frits Sissing – Kim Pieters Staffel 11, 2011: Art Rooijakkers – Patrick Stoof Staffel 12, 2012: Hadewych Minis – Annemarie Jung Staffel 13, 2013: Paulien Cornelisse – Kees Tol Staffel 14, 2014: Sofie van den Enk – Susan Visser Staffel 15, 2015: Rik van de Westelaken – Margriet van der Linden Staffel 16, 2016: Tim Hofman – Klaas van Kruistum Staffel 17, 2017: Sanne Wallis de Vries – Thomas Cammaert Staffel 18, 2018: Ruben Hein – Jan Versteegh Staffel 19, 2019: Sarah Chronis – Merel Westrik Staffel 20, 2020: Buddy Vedder – Rob Dekay Renaissance, 2020: Nikkie de Jager – Jeroen Kijk in de Vegte Staffel 21, 2021: Rocky Hehakaija – Renée Fokker Staffel 22, 2022: Fresia Cousiño Arias – Everon Jackson Hooi Staffel 23, 2023: Daniël Verlaan – Jurre Geluk Staffel 24, 2024: Fons Hendriks – Anna Gimbrère Staffel 25, 2025: Roos Moggré – Stijn de Vries | Angela Groothuizen (2005) Karel van de Graaf (2006–2007) Pieter Jan Hagens (2008–2011) Art Rooijakkers (2012–2018) Rik van de Westelaken (seit 2019)                               |
| Niederlande            | Wie is de Mol? Junior (Kinderversion) | NPO Zapp                                          | Zwolle (Niederlande) Maastricht / Zeeland (Niederlande) | Staffel 1, 2008: Naomi – Amin Staffel 2, 2014: Davey – Jenny | Sipke Jan Bousema (2008) Art Rooijakkers (2014) |
| Norwegen               | Muldvarpen                            | TVNorge                                           | Frankreich Spanien Kanada | Staffel 1, 2000: Dag Petter Søderman – Kjersti Nesbakk Staffel 2, 2001: Cordelia Bracht – Per Simon Grette Staffel 3, 2002: Cathrine Andersen – Ingrid Christiansen Hollekim | Ove Christian Owe (2000–2001) Lars Arentz-Hansen (2002) |
| Polen                  | Agent                                 | TVN                                               | Frankreich Spanien Portugal | Staffel 1, 2000: Liwia Kwiecień – Agnieszka Królak Staffel 2, 2001: Bartosz Arłukowicz – Mirosław Pasek Staffel 3, 2002: Małgorzata Goździkowska – Mirosław Grześkowiak | Marcin Meller |
| Polen                  | Agent – Gwiazdy (Promiversion)        | TVN                                               | Südafrika Argentinien Hong Kong / Indonesien Kanarische Inseln | Staffel 1, 2016: Antoni Królikowski – Hubert Urbański Staffel 2, 2017: Daria Ładocha – Odeta Moro Staffel 3, 2018: Michał Mikołajczak – Ilona Ostrowska Staffel 4, 2019: Damian Kordas – Maria Sadowska | Kinga Rusin |
| Portugal               | O Sabotador                           | RTP1                                              | Spanien | Staffel 1, 2001: keine Angaben | Paulo Nery |
| Schweden               | Mullvaden                             | Kanal 5 (2000–2007) Discovery+ (2021–2022)        | Frankreich Spanien Kanada Portugal Schweden | Staffel 1, Frühjahr 2000: Hans Buxfeldt – Christian Rosengren Staffel 2, Herbst 2000: Wilhelm Lundborg – Joakim Antelius Staffel 3, 2001: Lena Winterros – Christine Borkmann Staffel 4, 2007: Alexandra Öfverman – Anna Lundberg Staffel 5, 2021: Ellen Bergström – Nassim Al Fakir Staffel 6, 2022: Anders Svensson – Sofia Wistam | Pontus Gårdinger (2000–2001) Hans Fahlén (2007) kein Moderaotr (2021) Jessica Almenäs (2022)                                                                                       |
| Spanien                | El Tap                                | TV3 (Katalonien)                                  | | Staffel 1, 2003: Núria Esteve | Pol Izquierdo |
| Spanien                | El Traidor                            | Cuatro                                            | Andalusien (Spanien) | Staffel 1, 2006: David Rua – Eva Pablo | Luis Larrodera Sergio Múñiz |
| Spanien                | El Topo                               | Telecinco                                         | Australien | Staffel 1, 2009: Staffel wurde abgebrochen – Natalia Mostazo | Daniel Domenjó Emilio Pineda |
| Ukraine                | Крот                                  | ICTV                                              | | Staffel 1, 2014: keine Angaben | Kostiantyn Petrovich Stogniy |
| Vereinigtes Königreich | The Mole                              | Channel 5                                         | Jersey / Frankreich Kanada | Staffel 1, Jan.–März 2001: Zi Khan – David Buxton Staffel 2, Okt.–Dez. 2001: Chris Lintern – Tanya Buck | Glenn Hugill |
| Vereinigte Staaten     | The Mole                              | ABC (2001, 2008) Netflix (seit 2022)              | Frankreich / Monaco / Spanien Schweiz / Italien Chile / Argentinien Australien Malaysia | Staffel 1, 2001: Steven Cowles – Kathryn Price Staffel 2, 2001/2002: Dorothy Hui – William J. McDaniel Staffel 5, 2008: Mark Lambrecht – Craig Slike Staffel 6, 2022: William Richardson – Kesi Neblett Staffel 7, 2024: Michael O'Brien – Sean Patrick Bryan | Anderson Cooper (2001–2002) Jon Kelley (2008) Alex Wagner (2022) Ari Shapiro (2024)                                                                                                |
| Vereinigte Staaten     | Celebrity Mole (Promiversion)         | ABC                                               | Hawaii (USA) Yucatan (Mexiko) | Staffel 3, 2003: Kathy Griffin – Frederique van der Wal Staffel 4, 2004: Dennis Rodman – Angie Everhart | Ahmad Rashād |